# جوعان (الطويلة)

تعديل مصدري - تعديل

جوعان هي إحدى قرى عزلة بني الخياط بمديرية الطويلة التابعة لمحافظة المحويت، بلغ تعداد سكانها 694 نسمة حسب تعداد اليمن لعام 2004.